# No Defense (film 1921)
No Defense è un film muto del 1921 diretto da William Duncan.

## Trama
Ethel, innamorata di John Manning, un ingegnere squattrinato, viene costretta dalla madre, la signora Austin, a frequentare il ricco avvocato Frederick Apthorpe che può assicurare alla figlia un sicuro avvenire e alla madre di mantenere la sua posizione sociale. Manning, deciso a farsi strada nella vita, parte con un socio, l'avvocato Milton Hulst, per il nord, a cercare l'oro. E, prima di partire, sposa segretamente Ethel.
Messisi in società con un terzo partner, MacRoberts, i cercatori diventano ricchi. Ma Hust, per impadronirsi dell'oro, uccide MacRoberts usando il revolver di Manning. Quest'ultimo viene arrestato ma riesce a fuggire, trovando rifugio tra gli indiani. Convinta che Manning sia morto, Ethel sposa il ricco Apthorpe che, nel frattempo, è diventato procuratore distrettuale.
Hust, che conosce il segreto della giovane donna, quello del suo matrimonio con Manning, la ricatta. Manning, che non è morto, riappare e, quando Ethel, per difendersi da Hust lo uccide, prende su di sé la colpa del delitto. Al processo, l'accusa viene sostenuta da Apthorpe, il marito di Ethel, che si è candidato a governatore. Quando viene eletto, si rifiuta di mantenere la promessa che aveva fatto alla moglie, quella di salvare dall'impiccagione Manning, ormai condannato. Ethel giunge a minacciarlo di rovinargli la carriera e poi di uccidersi. Apthorpe, per salvarsi dallo scandalo, grazia Manning che, libero, può ricongiungersi a Ethel, che si è separata dal marito.

## Produzione
Il film fu prodotto dalla Vitagraph Company of America.

## Distribuzione
Distribuito dalla Vitagraph Company of America, il film - presentato da Albert E. Smith - uscì nelle sale cinematografiche statunitensi il 25 dicembre 1921. In Portogallo, fu distribuito il 20 novembre 1924 con il titolo Em Face da Morte.